# Perissandria lutea
Perissandria lutea är en fjärilsart som beskrevs av Charles Boursin 1963. Perissandria lutea ingår i släktet Perissandria och familjen nattflyn. Inga underarter finns listade i Catalogue of Life.